# 大草原の小さな家
『大草原の小さな家』（だいそうげんのちいさないえ、英語:Little House on the Prairie）は、1935年に出版されたローラ・インガルス・ワイルダーの自伝的児童小説である。これは、『小さな家』シリーズで出版された3番目の小説であり、最初の『大きな森の小さな家』 (1932年)に続くものであるが、しかし2番目の『農場の少年』とは直接の関係がない。したがって、この本はシリーズの2番目、または「ローラ年代記」の2冊目と呼ばれることもある。
1970年代後半には本作を含む『小さな家』シリーズを原案としたテレビドラマ『大草原の小さな家』が製作された。

## あらすじ
この小説は、インガルス一家がインディペンデンス町周辺のカンザス州大草原で過ごした数か月についての物語である。ローラは、政府が間もなく白人の入植者に領土を開放する予定であると聞いた父親がインディアン準州にワンルームのログハウスを建てたことを説明する。
前作の『大きな森の小さな家』とは対照的に、この本ではインガルス一家は、困難と危険に直面する。彼らは全員、夜の空気を吸ったり、スイカを食べたりしたことが原因でマラリアに感染する。
彼らの家はオーセージ族の土地に建てられていたため、アメリカ・インディアンを目にする機会が多い。母のインディアンに対するあからさまな不信感は、近くに住んでいる人々についてのローラのより子供っぽい見方とは対照的である。
インディアンが近くの川沿いの土地に集まり始め、その雄叫びは入植者たちを攻撃されるのではないかと不安にさせるが、父と友好的だったオーセージ族の酋長のおかげで敵対行為を回避することができる。
小説の終わりまでに、インディアン準州から白人入植者を排除するために米軍が派遣されるという知らせが届き、インガルス一家の仕事はすべて無に帰す。父は強制退去させられる前に自ら引っ越すことを決意する。

## 歴史的背景
インガルス一家は1868年にウィスコンシン州から（ミズーリ州ロスビルにしばらく滞在した後）カンザス州に移住し、1869年から1870年までそこで暮らした。ローラの妹キャリーは8月にそこで生まれたが、生後数週間でその土地を離れることを余儀なくされた（ただし、小説では、彼女はカンザス州への移動中に生まれている）。彼らはウィスコンシンに戻り、そこで次の4年間を過ごした。1874年に彼らはミネソタ州ウォルナット・グローブに向けて出発し、レイク・シティにしばらく立ち寄った。
ワイルダーは、チャールズはカンザス州の領土が間もなく入植地に入ると告げられたと述べているが、彼らの屋敷はオーセージ・インディアン居留地にあり、チャールズの情報は誤っていた。インガルス家には邸宅を占拠する法的権利はなく、農業を始めたばかりだったにもかかわらず、誤りを知らされると居留地を離れた。近隣住民の何人かは留まり、この決定の是非を争った。
出発の準備をしていたとき、インガルス一家はウィスコンシン州から、ペピン近郊の農場を購入した男性が住宅ローンを滞納したという知らせを受け取った。カンザス州を離れなければならなかったので、彼らはウィスコンシンに戻ることを決め、2年前に去った農場に戻った。そのため、シリーズで描かれているようにミネソタに向かう代わりに、彼らはウィスコンシンに戻り、数年間暮らした後でミネソタに向かった。

## 批評
ヴァージニア・カーカスは1926年から1932年までワイルダーがハーパー&ヒューストンのために書いたデビュー作『大きな森の小さな家』の編集者を務めた。1933年に発刊された月2回刊誌『カーカス・レビュー』で、彼女は『大草原の小さな家』に高評価を与えた。「良きアメリカ文学、そして一流の物語。個人的には、前作と同じか、それよりもっと気に入った」と評した。
2012年、『School Library Journal』が発表した調査で、この小説は歴代の児童文学の中で27位にランクされた。トップ100冊に入った『小さな家』シリーズの3冊のうち2番目の順位である。
2018年、米国図書館協会の児童サービス部会は、本作の中に人種差別的な表現が含まれているとして、ワイルダーの名前が付けられた「ローラ・インガルス・ワイルダー賞」から彼女の名前を外し、「児童文学遺産賞」に変更すると発表した。

## 日本語訳
- 古川原（訳）『草原の小さな家 少女とアメリカ・インディアン』新教育事業協会、1950年
- 恩地三保子（訳）『インガルス一家の物語2 大草原の小さな家』福音館書店〈世界傑作童話シリーズ〉、1972年 のち文庫
- こだまともこ・渡辺南都子（訳）『小さな家シリーズ 大草原の小さな家』講談社〈青い鳥文庫〉、1982年
  - 講談社文庫、1988年
- 中村凪子（訳）『大草原の小さな家』角川書店〈角川文庫〉、1988年
  - 角川つばさ文庫、2012年
- 足沢良子（訳）『大草原の小さな家』草炎社〈大草原の小さな家シリーズ〉、2005年